# Age Ain’t Nothing but a Number
Age Ain’t Nothing but a Number − debiutancki album Aaliyah wydany 14 czerwca 1994 roku. Płyta zadebiutowała na 14. miejscu listy The Billboard 200, rozchodząc się w pierwszym tygodniu sprzedaży w liczbie 74 000 egzemplarzy. Jak dotychczas krążek Age Ain't Nothing but a Number znalazł w Stanach Zjednoczonych ponad 3 miliony nabywców. Ogólnoświatowy wynik sprzedaży tej płyty wynosi obecnie ponad 7 milionów egzemplarzy.
Wszystkie piosenki z Age Ain't Nothing but a Number zostały wyprodukowane przez R. Kelly'ego. R. Kelly jest także autorem tekstów trzynastu spośród czternastu utworów z tej płyty. Jedynie kompozycja "At Your Best" ma innych autorów słów. Są nimi: Ronald Isley, Marvin Isley, O'Kelly Isley, Ernie Isley i Chris Jasper (The Isley Brothers).

## Lista utworów
| #   | Tytuł                                                   | Długość |
| --- | ------------------------------------------------------- | ------- |
| 1.  | "Intro"                                                 | 1:30    |
| 2.  | "Throw Your Hands Up"                                   | 3:34    |
| 3.  | "Back & Forth"                                          | 3:51    |
| 4.  | "Age Ain't Nothing but a Number"                        | 4:14    |
| 5.  | "Down with the Clique"                                  | 3:24    |
| 6.  | "At Your Best (You Are Love)"                           | 4:52    |
| 7.  | "No One Knows How to Love Me Quite like You Do"         | 4:07    |
| 8.  | "I'm So Into You"                                       | 3:26    |
| 9.  | "Street Thing"                                          | 4:58    |
| 10. | "Young Nation"                                          | 4:41    |
| 11. | "Old School"                                            | 3:17    |
| 12. | "I'm Down"                                              | 3:16    |
| 13. | "The Thing I Like" (UK bonus track)                     | 3:24    |
| 14. | "Back & Forth (Mr. Lee & R. Kelly Remix)" (bonus track) | 3:44    |